# AC/DC
AC/DC je australski hard rock sastav koji su 1973. godine u Sydneyu osnovala braća Malcolm i Angus Young. Mnogi ih smatraju pionirima heavy metala uz sastave poput Led Zeppelina, Deep Purplea i Black Sabbatha. Sami su pak članovi svoju glazbu oduvijek svrstavali u rock 'n' roll.
Članovi sastava neprestano su se mijenjali do objave prvoga albuma High Voltage 1975. godine, da bi nakon tog albuma jedni te isti članovi radili dvije godine sve dok 1977. godine basist Cliff Williams nije zamijenio Marka Evansa. Prvi veliki komercijalni uspjeh doživjeli su 1979. svojim petim albumom, Highway to Hell. No glavni vokal i jedan od tekstopisaca u sastavu, Bon Scott, preminuo je 19. veljače 1980. godine zbog posljedica predoziranja alkoholom tijekom samo jedne noći. Preostali članovi razmišljali su o raspuštanju sastava, no pronašli su zamjenu za preminuloga Scotta u Brianu Johnsonu, bivšem glavnom vokalu sastava Geordie. Pet mjeseci nakon Scottove smrti AC/DC su objavili svoj najuspješniji album u karijeri: Back in Black.
Sljedeći album, For Those About to Rock We Salute You, doživio je veliki komercijalni uspjeh kao i prethodni, a ujedno je postao i prvim hard rock-albumom koji je osvojio prvo mjesto na glazbenim ljestvicama Sjedinjenih Američkih Država. No, popularnost sastava naglo je pala nakon odlaska bubnjara Phila Rudda 1983. godine. Slaba prodaja nastavila se i albumom The Razors Edge objavljenog 1990., da bi, nakon Ruddova povratka 1994. godine, sastav doživio svoj ponovni procvat. Albume Ballbreaker (objavljen 1995.) i Stiff Upper Lip (objavljen 2000.) su i kritika i publika ocijenili pozitivno, što se osjetilo na značajnom porastu broja prodanih primjeraka. Black Ice (objavljen 2008.) prodan je u osam milijuna primjeraka, a za 2014. najavljen je novi uradak Rock or Bust.
AC/DC je prodao oko 200 milijuna primjeraka albuma diljem svijeta, uključujući i oko 70 milijuna samo u SAD-u. Album Back in Black iz 1980. prodan je u oko 50 milijuna primjeraka diljem svijeta što ga je svrstalo među 5 najprodavanijih albuma u povijesti glazbe. Na popisu televizijske kuće VH1 AC/DC je svrstan na četvrto mjesto na popisu 100 najvećih hard rock umjetnika. MTV ih svrstava i na sedmo mjesto na popisu Najvećih sastava heavy metal glazbe.

## Ime
Angus i Malcolm Young došli su na ideju o davanju imena sastavu nakon što su vidjeli kraticu "AC/DC" na pozadini šivaćega stroja koji je pripadao njihovoj sestri Margaret. "AC/DC" je kratica za alternating current/direct current (izmjenična struja/istosmjerna struja), a označava, kod električnih naprava, mogućnost korištenja obje vrste napajanja. Braća su osjetila kako ovo ime odražava energičnost njihovih pjesama te je ime ostalo nepromijenjeno do danas.
U nekim kulturama kratica "AC/DC" je označavala biseksualnost; članovi su se izjasnili kako za to nisu znali sve dok im na to pažnju nije skrenuo vozač taksija nakon održanoga koncerta u samim početcima njihove karijere. Pojavila se teorija kako je "AC/DC" kratica za "Anti-Christ/Devil's Child(ren)" (antikrist/vražje dijete, djeca) ili "After Christ/Devil Comes" (poslije Krista dolazi vrag), no svi članovi su odlučno odbili bilo kakvu povezanost s navedenim imenima ponavljajući kako je njihovo ime kratica za izmjeničnu i istosmjernu struju.
"AC/DC" se izgovara slovo po slovo (eɪ-siː-diː-siː), iako je sastav popularan pod imenom "Acca Dacca" u rodnoj Australiji. Ime AC/DC nadahnulo je brojne druge sastave da nadjenu svojim sastavima slična imena, uključujući BC/DC, kanadski sastav, te AC/DShe, američki sastav čiji su članice isključivo žene.

## Povijest
Braća Angus, Malcolm i George Young rođeni su u škotskom Glasgowu da bi 1963. preselili s obitelji u Sydney. George je prvi naučio svirati gitaru, a nedugo potom postao je član sastava The Easybeats, najpopularnijeg glazbenog sastava Australije u šezdesetima prošloga stoljeća. The Easybeats je stvorio i međunarodnu uspješnicu Friday on My Mind. Malcolm je postao zainteresiran za glazbu kratko poslije Georgea, a svirao je u sastavu The Velvet Underground (ne u onom newyorškom, već onom iz Newcastlea u Novom Južnom Walesu).

### Rane godine
U studenom 1973. godine Malcolm i Angus formiraju AC/DC. Članovi su, osim Angusa i Malcolma, bili i basist Larry Van Kriedt, vokal Dave Evans, te bubnjar Colin Burgess. Prvi nastup imali su u sydneyskom klubu Chequers na proslavi nove, 1974., godine. Kasnije su potpisali ugovor s diskografskom kućom EMI i njenom podružnicom Albert Productions koja je pokrivala Australiju i Novi Zeland. Članovi su se često mijenjali; bubnjar Colin Burgess prvi je otpušteni član, a još je nekoliko basista i bubnjara protutnjalo sastavom bez značajnoga traga.
Angus je već tada usvojio svoj karakteristični stil odijevanja u školsku odoru. Originalna odora bila je ona iz njegove srednje škole u Sydneyu, a na ideju je došla njegova sestra Margaret. Osim školske odore, na pozornici se pojavljivao i u Spidermanovoj te Zorrovoj odori i u kostimu gorile. Također je parodirao Supermana odjenuvši kostim nazvan Super-Ang. Općenito, čitav se sastav odijevao u razne blještave odore, no taj pristup je odbačen nakon što je sastav iz Melbournea, Skyhooks, već koristio sličan nastup na pozornici.
Braća Young odlučila su kako Evans, glavni vokal, nije dovoljno primjeren frontman zbog ostavljanja dojma da se radi o glam rockeru. Znalo se dogoditi da menadžer sastava, Dennis Laughlin, zamijeni Evansa na pozornici. Bilo je poznato da Laughlin i Evans imaju problema u međusobnom odnosu, a to je pridonijelo i odluci braće da ga zamijene iskusnim pjevačem i Georgeovim prijateljem; bio je to Ronald Belford Bon Scott.

### Era Bona Scotta (1974. – 1980.)
Bon Scott, prijašnji frontman The Spektorsa, The Valentinesa i Fraternityja, zamijenio je Davea Evansa na mjestu glavnoga vokala sastava. AC/DC je izdao samo jednu pjesmu dok je Evans bio vokal, Can I Sit Next to You/Rockin' in the Parlour. Kada je Scott preuzeo mjesto glavnoga vokala sastav je ponovno obradio pjesmu nazvavši je Can I Sit Next to You Girl.
Prvi album, High Voltage, izdan je samo u Australiji u siječnju 1975. godine. Za njegovo stvaranje sastav je potrošio samo deset dana, a zasnovan je na instrumentalnim izvedbama braće Young, dok se za riječi pjesama pobrinuo Scott. Kroz nekoliko narednih mjeseci postava AC/DC-a se ustalila; činili su je braća Young, Bon Scott, basist Mark Evans i bubnjar Phil Rudd. Kasnije te godine izdali su međunarodnu uspješnicu It's a Long Way to the Top (If You Wanna Rock 'n' Roll), pjesmu koja je ostala simbol AC/DC-a sve do danas. Pjesma je uključena na njihovom drugom albumu, T.N.T., koja je izdana diljem Australije uključujući i Novi Zeland.
Zahvaljujući nastupima u Countdownu, australskoj emisiji posvećenoj glazbi, između 1974. i 1977. godine, sastav je postao jedan od najpopularnijih glazbenih sastava u Australiji. Njihov nastup 3. travnja 1977. ostao je jedini nastup prenošen uživo na televiziji idućih dvadeset godina.

#### Međunarodni proboj (1976. – 1978.)
AC/DC je 1976. potpisao ugovor s međunarodnom agencijom Atlantic Records što im je donijelo prve nastupe diljem Europe, a pogotovo na Otoku. U ranoj fazi karijere nastupali su kao predgrupa tada puno poznatijim sastavima kao Kiss, Aerosmith ili Blue Oyster Cult.
Prvi međunarodno izdani album doživio je svjetlo dana 1976., a na njemu su se našle pjesme s prva dva albuma koji su izdani samo u Australiji. Pod okriljem agencije Atlantic Records album je doživio velik uspjeh prodavši se u više od tri milijuna primjeraka, poglavito zbog velike popularnosti koju je sastav uživao kod britanske punk scene. Izabrane su uglavnom pjesme s novijeg albuma, T.N.T.-a, dok su s prvoga albuma zastupljene bile samo dvije pjesme. Idući album bio je Dirty Deeds Done Dirt Cheap, a izdan je diljem svijeta iste godine kad i australsko izdanje. Ipak, Dirty Deeds nije izdan u SAD-u sve do 1981., kada se AC/DC konačno probio i tamo.
Nakon snimanja albuma Let There Be Rock 1977., basist Mark Evans je otpušten zbog neslaganja i međusobnih razmirica s Angusom Youngom. Zamijenio ga je Cliff Williams, koji je ujedno bio pomoćni vokal uz Malcolma Younga. Richard Griffiths, izvršni direktor Epic Recordsa i jedan od glavnih agenata AC/DC-a sredinom sedamdesetih kasnije je komentirao: Svi smo znali da Mark neće dugo potrajati, bio je predobar dečko.
AC/DC je imao veliki utjecaj na Novi val britanskoga heavy metala (New Wave of British Heavy Metal) i sastave kao Saxon i Iron Maiden, sastave koji su slavu stekli kasnih sedamdesetih kao znak da odbijaju biti tradicionalni heavy metal sastavi. 2007. godine kritika je napisala da je AC/DC, zajedno s Thin Lizzyjem, UFO-om, Scorpionsima i Judas Priestom predvodnik druge generacije glazbenih zvijezda spremnih da zamijene staru gardu.

#### Smrt Bona Scotta
19. veljače 1980. u Londonu Bon Scott je preminuo nakon noći u kojoj je konzumirao preveliku količinu alkohola. Ostavljen je u automobilu Alistaira Kinneara sve do idućega jutra kada ga je Kinnear prebacio u bolnicu shvativši da Bon ne reagira. Proglašen je mrtvim odmah po dolasku u londonsku bolnicu Camberwell. Iako se često pogrešno navodi da je umro ugušivši se u svom vomitivu, službeni uzrok smrti je trovanje alkoholom i smrt nesretnim slučajem.
Zbog brojnih drugih navodnih uzroka Scottove smrti pojavile su se brojne teorije zavjere, od kojih neke navode da je umro od predoziranja heroinom, ispušnih plinova dok je bio u automobilu, ili čak da Alistair Kinnear nije niti postojao. U prilog teoriji o gušenju ide i činjenica da je Scott astmatičar, te da je temperatura te noći u Londonu bila ispod nule.

### Potraga za novim glavnim vokalom
Članovi sastava kratko su razmišljali o raspuštanju AC/DC-a nakon Scottove smrti, no na kraju su zaključili kako bi sam Scott vjerojatno htio da sastav nastavi s radom. Među mnogim kandidatima, među kojima je najistaknutiji bio Terry Slesser, na kraju je izabran Brian Johnson, bivši frontman Geordieja. Terry Slesser odbio je pristupiti AC/DC-u jer nije htio pristupiti već afirmiranom sastavu, nego je krenuo vrlo uspješno u samostalnu karijeru.
Angus je kasnije ispričao: Sjećam se kako je Bon izvodio pjesme Little Richarda, a potom bi pričao o tome kako je vidio Briana dok pjeva., a o Brianu nastavlja: Ima tamo neki momak koji vrišti iz peta, a iduća stvar koju vidiš je kako udara po bini. Valja se po podu i vrišti. Mislio sam da je to izvrsno, a pogotovo zato što nisi mogao dobiti bolji bis – publika bi ga iznijela na rukama. Nakon toga valjanja, Brianu Johnsonu dijagnosticirana je upala slijepoga crijeva, što je uzrokovano njegovim pretjeranim valjanjem po podu bine.
Na audiciji za AC/DC Johnson je otpjevao Whole Lotta Rosie s albuma Let There Be Rock i Nutbush City Limits Ikea i Tine Turner. Ugovor mu je ponuđen nekoliko dana poslije audicije.

### Era Briana Johnsona (1980. – danas)
AC/DC je s Johnsonom dovršio pjesme na albumu Back in Black započete sa Scottom. Snimanje se odvijalo na Bahamima u Compass Point Studios nekoliko mjeseci nakon Scottove smrti. Back in Black je postao njihov najprodavaniji album i jedno od obilježja hard-rocka. Drugi je najprodavaniji album svih vremena te drugi najprodavaniji album neke grupe dijeleći taj rekord s The Dark Side of the Moon grupe Pink Floyd. Prodao se u više od 50 milijuna primjeraka diljem svijeta postavši tako najprodavaniji hard rock album svih vremena. Časopis Rolling Stone ga je uvrstio na 43. mjesto liste 500 najboljih albuma svih vremena. Na njemu se nalaze pjesme poput Hells Bells, You Shook Me All Night Long i Back in Black. Označen je platinastim godinu dana nakon izdanja, a samo u SAD-u prodano je 21 milijun kopija. U Ujedinjenom Kraljevstvu album je dosegnuo broj 1 na ljestvicama, dok se u SAD-u zadržao 131 tjedan u prvih 10 (gotovo tri godine).
Idući album izdan je 1981. godine zvao se For Those About to Rock We Salute You, a prodavao se gotovo jednako dobro kao i prethodnik. Kritika je također bila naklona prema albumu koji je sadržavao dvije uspješnice: Let's Get It Up i pjesmu For Those About to Rock We Salute You. AC/DC je 1983. izdao samostalan album Flick of the Switch u pokušaju da obnovi izgubljenu jednostavnost pjesama s prijašnjih albuma.

#### Odlazak bubnjara Phila Rudda i pad popularnosti (1983. – 1987.)
Pojačane glasine o alkoholizmu i paranoji uvjetovanoj drogama postale su nepremostiva prepreka u odnosu bubnjara Phila Rudda i Malcolma Younga. Njih dvoje su se jednom prilikom i potukli, a Rudd je otpušten samo dva sata nakon te tučnjave. Iako je odradio većinu posla oko bubnjeva za idući album, zamijenio ga je Simon Wright nakon gotovo jednoglasne odluke članova AC/DC-a.
No, s novom postavom sastav je samostalno izdao manje uspješan album Flick of the Switch, koji je kritika smatrala nezavidnim i nedorađenim, dok su neki otišli toliko daleko konstatiravši da je AC/DC proizveo jedan te isti album devet puta. 1984. AC/DC je proglašen osmim najvećim razočaranjem godine u anketi provedenoj među čitateljima popularnoga magazina Kerrang!. Unatoč slabim kritikama, album je dosegnuo četvrto mjesto na britanskim ljestvicama i uspješnice Nervous Shakedown te Flick of the Switch. Idući album, Fly on the Wall, producirala je isključivo braća Young, a kritika se ponovno okomila nad sastav nazvavši album neinspiriranim i neusmjerenim.
1986. godina donijela je povratak na glazbene ljestvice uspješnicom Who Made Who. Album istoga imena korišten je kao glazbena pozadina (soundtrack) za film Stephena Kinga Maximum Overdrive. Iako AC/DC nikada nije službeno izdao best of kompilaciju, neslužbeno se baš Who Made Who smatra best of albumom. Na njemu su se našle stare uspješnice poput You Shook Me All Night Long i Ride On uz nove pjesme kao Who Made Who,Chase The Ace i "D.T.". 1988. godina donijela je sastavu mjesto u Australskoj glazbenoj Dvorani slavnih (Australian Recording Industry Association's Hall of Fame).

#### Ponovno stjecanje popularnosti (1988. – danas)
Idući album plasiran je na tržište 1988., a nazvan je Blow up Your Video. Snimanje se odvijalo u francuskom Miraval Studiju u Le Valu. Prilikom snimanja došlo je do ponovnog okupljanja prvobitnih producenata Harryja Vande i Georgea Younga. Snimljeno je devetnaest pjesama od kojih je samo deset prošlo kao dio albuma, dok je devet pjesama otpalo. Album je postao tržišna uspješnica diljem svijeta prodavši se u više primjeraka nego prijašnja dva albuma zajedno dosegavši drugu poziciju na britanskim ljestvicama, što je bila najviša pozicija od albuma Back in Black izdanoga 1980. godine. Sadržavao je uspješnice poput Heatseekera i That's the Way I Wanna Rock and Roll. Svjetska turneja nazvana po albumu, Blow up Your Video, krenula je u veljači 1988. iz australskoga Pertha, da bi do travnja iste godine Malcolm Young najavio privremeno povlačenje ponajviše radi odvikavanja od alkohola. Stevie Young, još jedan od braće Young nakratko je zamijenio Malcolma.
Nakon turneje Wright je napustio grupu kako bi se mogao posvetiti nadolazećem albumu s drugom grupom s kojom je radio istovremeno, Dio. Zamijenio ga je velški veteran Chris Slade. Glavni vokal Brian Johnson bio je prisiljen nakratko odstupiti zbog procesa rastave, tako da su braća Young za idući album napisala riječi za sve pjesme. Producent je bio Bruce Fairbairn, sposobni čovjek koji je prije AC/DC-a radio i s Aerosmithom te Bon Jovijem. Na tržište je novi album plasiran 1990. godine, a zvao se The Razors Edge. Sadržavao je uspješnice Thunderstruck, Are You Ready, Moneytalks i mnoge druge. Album je završio u prvih deset na američkim ljestvicama.
Mnoge live izvedbe odrađene tijekom turneje Razors Edge korištene su kod novoga albuma sastavljenoga u potpunosti od izvedbi odrađenih po raznim koncertima, a nazvan je jednostavno Live. Producirao ga je opet Brian Fairbairn, na tržište je plasiran 1992., a kritika ga smatra jednim od najboljih live albuma devedesetih godina prošloga stoljeća. Godinu poslije, AC/DC je snimio album Big Gun korišten kao glazbena pozadina za Schwarzeneggerov film Posljednji akcijski junak, a dosegnuo je broj 1 na američkim rock ljestvicama, po prvi put u karijeri sastava.
1994. Angus i Malcolm pozivaju Rudda da se pridruži sastavu za nekoliko improviziranih proba. Na kraju Rudd je ponovno zaposlen nakon prijateljskoga rastanka s tadašnjim bubnjarom Sladeom. Godinu kasnije, povratkom postave koja je svirala od 1980. do 1983., AC/DC je izdao album Ballbreaker. Prva izdana pjesma s tog albuma ujedno je postala uspješnica diljem svijeta uključujući i SAD gdje je postala broj 1.
Godina 1997. donijela je zbirku albuma Bonfire; sastojala se od obrađenih studijskih albuma Back in Black i Volts, te dva live albuma, Let There Be Rock i Live from the Atlantic Studios. Osim paketa CD-ova, AC/DC je odlučio za američko tržište lansirati i poster, naljepnicu, privremenu tetovažu, otvarač za boce te trzalicu za gitaru. Šesnaesti studijski album, Stiff Upper Lip, izdan je 2000. godine, a producent je bio George Young. Album je prihvaćen od kritike bolje nego prijašnji Ballbreaker, no sastavu se zamjerio nedostatak novih ideja.
Australsko izdanje sadržavalo je i dodatni CD s tri dodatna videa i nekoliko zabilježenih live pjesama s koncerta u Madridu 1996. godine. Stiff Upper Lip dosegnuo je prvu poziciju u pet država uključujući i Argentinu te Njemačku, dok je drugu poziciju dosegnuo u Španjolskoj, Francuskoj i Švicarskoj. Osim toga, treće mjesto dosegnuo je u Australiji. Prvi objavljeni album s toga albuma, Stiff Upper Lip, ostao je na prvome mjestu američkih ljestvica četiri tjedna. Još su dvije pjesme dosegnule vrh ljestvica, Safe in New York City i Satellite Blues.

### Najnovija događanja vezana uz AC/DC
AC/DC je 2002. potpisao ugovor sa Sonyjem, japanskim tržišnim gigantom zaduženim za plasiranje novoga albuma na tržište. Svako izdanje nekoga albuma sadržano je u proširenom paketu, a sadrži rijetke fotografije, prisjećanja te bilješke članova sastava. Čitava prijašnja diskografija osim Ballbreakera i Stiff Upper Lip digitalno je obrađena te ponovno izdana 2003. godine, da bi Ballbreaker svoje ponovno izdanje doživio 2005., a Stiff Upper Lip u travnju 2007. godine.
U svibnju 2003. Malcolm je prihvatio Nagradu Teda Alberta za izvanredan doprinos australskoj glazbi. Nagradu je primio na 2003 Music Winners Awards, a tijekom svoga nastupa odao je počast prerano preminulom Bonu Scottu. Kasnije te godine mjerodavna američka tvrtka javno je obznanila da je AC/DC prodao 63 milijuna primjeraka svojih albuma, od čega su prodavaniji samo Beatlesi, Led Zeppelin, The Eaglesi te Pink Floyd, no na kraju 2007. godine poznato je da je sastav pao na desetu poziciju. Naklada Back in Black albuma proglašena je dvostruko dijamantnom, što znači da je prodana u više od dvadeset milijuna primjeraka.
30. srpnja AC/DC je nastupio zajedno s Rolling Stonesima i sastavom Rush u kanadskom Torontu na koncertu sa svrhom pomaganja gradu u svladavanju tegoba prouzrokovanih epidemijom SARS-a 2003. godine. Koncertu je uživo nazočilo pola milijuna ljudi, a ujedno je i najprofitabilniji događaj održan uživo u sjevernoameričkoj povijesti.
1. listopada 2004. dio središta Melbournea, Corporation Lane, preimenovan je u ACDC Lane u čast sastava. No, uprava grada zabranila je korištenje kose crte ( / ) u imenima ulica pa se koriste samo četiri slova bez kose crte (ACDC). Ulica je ona ista gdje se snimala većina spota za pjesmu iz 1975., It's a Long Way to the Top (If You Wanna Rock 'n' Roll). No, AC/DC je dobio ulicu i u španjolskom Leganésu; nazvana je Calle de AC/DC. AC/DC je drugi na popisu najbogatijih australskih glazbenika iza nedostižnih Wigglesa, iako od 2000. godine AC/DC nije izdao nijedan album niti održao turneju. Od 2008. postat će moguće downloadati sve albume AC/DC-a i live izdanje Live at Donnington sa stranice Verizon Wireless.

#### Ulazak u Dvoranu slavnih Rock 'n' Rolla
AC/DC je primljen u Dvoranu slavnih Rock 'n' Rolla u ožujku 2003. Tijekom ceremonije sastav je izveo Highway to Hell i You Shook Me All Night Long, a prateći vokal osigurao je Steven Tyler iz popularnoga Aerosmitha. Govor Briana Johnsona sastojao se od riječi njihove pjesme Let There Be Rock i osobnoga dodatka:

#### Novi album
Od siječnja 2006. AC/DC radi na novom studijskom albumu. Malcolm Young je rekao da sastav trenutno radi i snima materijal za dugoočekivani novi album, no datum izdavanja još nije objavljen. Brian Johnson je najavio u interviewu 2004. godine da će po prvi puta nakon 1988. i albuma Blow Up Your Video sudjelovati u stvaranju riječi pjesama. Osim toga, najavio je da je Angus stvorio jače riffove nego na albumu Stiff Upper Lip. 2005. je objavljeno kako nitko ne zna kada će album biti objavljen niti tko će ga objaviti, no predviđa se da će izaći početkom 2008. godine.
Johnson i Williams, zajedno sa Steveom Luongom i Markom Hittom, snimili su nekoliko pjesama za turneju u dobrotvorne svrhe Classic Rock Cares, a nove pjesme bit će predstavljene tijekom koncerata. Williams je izjavio da braća Young marljivo rade i stvaraju nove pjesme, ali ne zna se koji će materijal biti zastupljen na albumu.
16. listopada 2007. Columbia Records izdala je dvostruko DVD izdanje nazvano Plug Me In. Komplet se sastoji od pet sati rijetkoga video-materijala, kao i prikazivanja nastanka i izvođenja pjesama School Days, T.N.T., She's Got Balls i It's a Long Way to The Top. Na prvom dijelu obrađena je era Bona Scotta, dok je drugi dio posvećen eri Briana Johnsona. Osim 21 rijetkih snimaka nastupa u kompletu dolaze i rijetki interviewi sa svakim važnijim članom sastava.Smatra se jednom od komercijalno najuspješnijih,napopulrnijih i najprodavanijih grupa svih vremena.VH1 ih je stavio na 23.mjesto liste 100 najvećih umjetnika svih vremena i na visko 4.mjesto liste 100 najvećih umjetnika hard rocka u povijesti.Rolling Stone ih je uvrstio na 72.mjesto svoje liste najvećih.

## Članovi sastava

### Sadašnji članovi
- Angus Young – glavna gitara (1973. – danas)
- Brian Johnson – glavni vokal (1980. – 2016., 2018. – danas)[51]
- Phil Rudd – bubnjevi (1975. – 1983., 1994. – 2015., 2018. – danas)
- Stevie Young – ritam gitara, prateći vokal (1988., 2014. – danas)
- Cliff Williams – bas-gitara, prateći vokal (1977. – 2016., 2018. – danas)

### Najvažniji bivši članovi
- Axl Rose – glavni vokal (2016. – 2018.)
- Malcolm Young – ritam gitara, prateći vokal (1973. – 2014.)
- Bon Scott – glavni vokal (1974. – 1980.)
- Simon Wright – bubnjevi (1983. – 1989.)
- Mark Evans – bas (1975. – 1977.)
- Chris Slade – bubnjevi (1989. – 1994., 2015. – 2016.)
- Dave Evans – glavni vokal (1973. – 1974.)

## Diskografija
AC/DC je izdao šesnaest različitih albuma, a Dirty Deeds Done Dirt Cheap, High Voltage i Let There Be Rock izdani su zasebno u Australiji te po ostatku svijeta. Komplet Bonfire svrstava se u sasvim drugu kategoriju.

### Studijski albumi
- 1975.: High Voltage #7 Aus
  - 1976.: High Voltage (međunarodna verzija) #146 SAD, trostruka platinasta naklada
- 1975.: T.N.T. #2 Aus
- 1976.: Dirty Deeds Done Dirt Cheap
  - 1976.: Dirty Deeds Done Dirt Cheap (međunarodno izdanje) #3 SAD, šesterostruka platinasta naklada
- 1977.: Let There Be Rock #20 Aus
  - 1977.: Let There Be Rock (međunarodno izdanje) #17 UK, #155 SAD, dvostruka platinasta naklada
- 1978.: Powerage #26 UK, #133 SAD, platinasta naklada
- 1979.: Highway to Hell #13 Aus, #8 UK, #17 SAD, sedmerostruka platinasta naklada
- 1980.: Back in Black #2 Aus, #1 UK, #4 SAD, 42 milijuna prodanih primjeraka diljem svijeta
- 1981.: For Those About to Rock We Salute You #3 Aus, #3 UK, #1 SAD, četverostruka platinasta naklada
- 1983.: Flick of the Switch #3 Aus, #7 UK, #15 SAD, platinasta naklada
- 1984.: '74 Jailbreak #76 SAD, platinasta naklada
- 1985.: Fly on the Wall #5 Aus, #8 UK, #32 SAD, platinasta naklada
- 1986.: Who Made Who #3 Aus, #11 UK, #33 SAD, peterostruka platinasta naklada
- 1988.: Blow Up Your Video #2 UK, #12 SAD, platinasta naklada
- 1990.: The Razors Edge #1 Aus, #4 UK, #2 SAD, peterostruka platinasta naklada
- 1995.: Ballbreaker #6 UK, #4 SAD, dvostruka platinasta naklada
- 1997.: Volts (dio kompleta Bonfire)
- 2000.: Stiff Upper Lip #3 Aus, #7 SAD, platinasta naklada
  - 2001.: Stiff Upper Lip Tour Edition #3 Aus, #7 SAD
- 2008.: Black Ice
- 2014.: Rock or Bust
- 2020.: Power Up

### Albumi uživo
- 1978.: If You Want Blood You've Got It #13 UK #113 SAD, platinasta naklada
- 1992.: Live #1 Aus #5 UK #15 SAD, trostruka platinasta naklada
- *1992.: Live: 2 CD Collector's Edition dvostruka platinasta naklada
- 1997.: Live from the Atlantic Studios (dio kompleta Bonfire)
- 1997.: Let There Be Rock: The Movie (dio kompleta Bonfire)

### Videografija
- 1980.: AC/DC: Let There Be Rock
- 1985.: Fly on the Wall
- 1986.: Who Made Who
- 1989.: AC/DC (izdano samo u Australiji)
- 1991.: Clipped
- 1993.: For Those About to Rock We Salute You
- 1996.: No Bull
- 2000.: Stiff Upper Lip
- 2003.: Live at Donington
- 2003.: Live '77 (izdano samo u Japanu)
- 2004.: Toronto Rocks
- 2005.: Family Jewels
- 2007.: Plug Me In
- 2011.: Live At River Plate
- 2011.: Let There Be Rock

## Vanjske poveznice

### Sestrinski projekti
|  | Zajednički poslužitelj ima još gradiva o temi AC/DC |

### Mrežna sjedišta
- Službena stranica AC/DC-a
- Službena stranica AC/DC-a na MySpaceu
- Biografija (Muzika.hr)  Arhivirana inačica izvorne stranice od 21. svibnja 2009. (Wayback Machine)
- Biografija (Balkanrock.com)